# 赤坂治績
赤坂治績（あかさか ちせき、1944年 - ）は、日本の歌舞伎評論家。

## 来歴
山梨県生れ。劇団前進座、演劇出版社勤務、『演劇界』編集部を経て独立。新聞・雑誌に演劇批評を執筆する。

## 著書
- 『歌舞伎ことばの辞典』服部幸雄監修 講談社ことばの新書 2000
- 『ことばの花道 暮らしの中の芸能語』ちくま新書　2003
- 『知らざあ言って聞かせやしょう 心に響く歌舞伎の名せりふ』新潮新書　2003
- 『歌舞伎 ことばの玉手箱』実業之日本社 2004
- 『江戸っ子と助六』新潮新書　2006
- 『江戸の歌舞伎スキャンダル』朝日新書　2007
- 『広重の富士』集英社新書ヴィジュアル版　2011
- 『江戸歌舞伎役者の“食乱”日記』新潮新書、2011（中村仲蔵「手前味噌」の紹介）
- 『江戸時代 武家政治vs.庶民文化』朝日新聞出版 朝日おとなの学びなおし! 日本史 2012
- 『浮世絵で読む、江戸の四季とならわし』NHK出版新書 2014
- 『ザ・富士山　対決！　北斎vs.広重』新潮社、2014
- 『江戸の経済事件簿 地獄の沙汰も金次第』集英社新書　2015
- 『団十郎とは何か　歌舞伎トップブランドのひみつ』朝日新書、2017

## 共編著
- 『歌舞伎俳優大百科』（責任編集）実業之日本社 (実用百科) 1993
- 『生涯現役 舞台照明家・小川昇の一世紀』小川昇 小川舞台照明研究所 1997

## 参考
- http://bookweb.kinokuniya.co.jp/htm/4106104474.html